# المنصوري بنعلي
المنصوري بنعلي (3 مايو 1944) هو سياسي المغربي.

## حياته
ولد المنصوري في مدينة الناظور، أكمل دراسته الثانوية في مليلة وتطوان، وسافر الى فرنسا ليكمل دراسته في إدارة الأعمال في أكاديمية أودينسيا في مدينة نانت من 1963 إلى 1966. وفي نهاية عام 1967، عاد إلى المغرب ليصبح مديرًا تنفيذياً في مكتب الشريف للفوسفات. ثم بعد ذلك عمل في بعض المهام الوزارية، وعمل ايضاً في وزارة السياحة، وشغل منصباً في وزارة الزراعة، ومن عام 1973 إلى عام 1977، كان رئيس الأركان ومدير الخدمة المدنية في وزارة الدولة، والمسؤول عن التعاون والتدريب التنفيذي.
في عام 1977، انتخب عضواً في مجلس مدينة الناظور، ثم رئيس مجلس إقليم الناظور، ونائب في مجلس النواب عن الإقليم. وأصبح وزيراً للسياحة في الحكومة الخامسة عشرة للمملكة المغربية (10 أكتوبر 1977 – 27 مارس 1979) في حكومة أحمد عصمان. ثم شغل منصب وزير الشؤون الإدارية والوظيفة العمومية ووزيراً للنقل في أربع حكومات متعاقبة، حتى عام 1985.
وهو الرئيس المؤسس للجمعية الاجتماعية والثقافية لحوض البحر الأبيض المتوسط، التي تأسست في 3 أبريل 1978 ومعترف بها منذ 30 مارس 1988. من عام 1985 إلى عام 1999، كان عضواً (برتبة وزير) في الديوان الملكي في عهد الحسن الثاني. وهي المهمة التي ما زال يتقلدها إلى حد الآن منذ عام 1999.

## جوائز
حاصل على وسام العرش من درجة ضابط في عام 1985 من قبل الملك الحسن الثاني؛ والذي تم ترقيته إلى رتبة من درجة قائد من قبل الملك محمد السادس في عام 2009.